# 森田めぐみ
森田 めぐみ（もりた めぐみ、3月4日 - ）は、日本の女性声優、ナレーター。青二プロダクション所属。東京都出身。

## 主な出演作品

### ゲーム
- ブルーブレイカー（ワイズ）

### TVナレーション
- NHK

「日曜討論」
「首都圏この一年」
「トライアル21」
「人間マップ」
- NHK BS

「ハロー大使館」
- 日本テレビ

「輝け噂のテンベストSHOW」
- フジテレビ

「ジョーダンじゃない」
「ミュージックジャーナル」
- テレビ朝日

「ミュージックステーション」
「スーパーモーニング」
- テレビ東京

「ドクターＴ」

### テレビ
- テレビ東京

「風は世田谷」(レポーター)

### ラジオ
- TBSラジオ

「トワイライト」 　
- JFN

「JFNニュース」 　
- 文化放送

「小倉智昭の時計の針はいま何時」(アシスタント)
「新宿音楽祭」(MC)
- ラジオたんぱ

「ファイナンシャルエクスプレス」(キャスター)